# Francesco Rivella
Francesco Rivella (ur. 1927 r. w Barbaresco, zm. 14 lutego 2025 r.) – włoski chemik, pracownik firmy Ferrero i twórca składu oraz nazwy kremu czekoladowego Nutella.
Urodził się w 1927 r. w Barbaresco. Ukończył studia w zakresie chemii żywności na Uniwersytecie w Turynie. Początkowo, wobec niedoboru kakao w powojennej rzeczywistości opracował w 1946 r. masę orzechową z niewielkim dodatkiem kakao o nazwie Giandujot. W ramach ulepszania tego produktu otrzymał w 1951 r. bardziej miękki produkt nadający się do smarowania o nazwie SuperCrema. Od 1952 do 1993 r. pracował dla firmy Ferrero, osiągając z czasem pozycję dyrektora firmy. Blisko współpracował również z jej właścicielem, Michele Ferrero. To w Ferrero Rivella dopracował skład kremu orzechowo-czekoladowego oraz wymyślił nazwę Nutella w 1964 r. Pod jego kierunkiem firma wprowadziła też na rynek czekoladki Ferrero Rocher, drażetki TicTac, Kinder Chocolate i Kinder Surprise. Po odejściu na emeryturę przeniósł się do Alby, gdzie zajął się uprawą owoców i promocją pallapugno. 
Zmarł 14 lutego 2025 r.